# مومبيرتشلي
مومبيرتشلي (بالإيطالية: Mombercelli)‏ هي بلدة وبلدية في مقاطعة أستي في إقليم بييمونتي في جنوب إيطاليا.

## السكان
في سنة 1861 بلغ عدد السكان 3٬210 نسمة، وتطور العدد ليصل في سنة 2011 لـ 2٬343 نسمة.
يظهر هذا المخطط البياني تطور النمو السكاني لـ مومبيرتشلي